# ماهیچه کوتاه بازکننده مچ به زند بالایی
ماهیچه کوتاه بازکننده مچ به زند بالایی (انگلیسی: Extensor carpi radialis brevis muscle) کار باز کردن مچ دست و دور کردن مچ دست از خط میانی را برعهده دارد.
خاستگاه آن اپی‌کندیل جانبی استخوان بازو است. پیوندگاه آن قاعده استخوان کف‌دستی دوم و عصب‌گیری‌اش از عصب زند بالایی (رادیال) است.